# Centro Peruano de Estudios Sociales
El Centro Peruano de Estudios Sociales (CEPES) es una organización no gubernamental peruana especializada en desarrollo rural, y está considerada como una de las ONG de estudios socioculturales más importantes del Perú. Su sede principal está ubicada en la ciudad de Lima, pero también cuenta con oficinas en la ciudad de Huancavelica y en el valle de Huaral.
El Centro Peruano de Estudios Sociales fue creado en 1976 como una institución especializada en el desarrollo rural, interesada en brindar su aporte profesional a las condiciones de vida de los hombres y mujeres de las zonas rurales del Perú, en la perspectiva de contribuir a forjar una sociedad más democrática y justa.

## Centro de Documentación del Centro Peruano de Estudios Sociales
El Centro de Documentación del Centro Peruano de Estudios Sociales (CENDOC), se encuentran los recursos digitales sistematizados por temas tanto nacionales como internacionales sobre el desarrollo rural y la pequeña agricultura, bases de datos, informes, publicaciones, entre otros.
Sus publicaciones incluyen:
- Debate Agrario
- La Revista Agraria[6]
- Informativo Legal Agrario
- Notiagro (en línea)

## Proyecto Tierra Fecunda
El Proyecto Tierra Fecunda, fue un proyecto de difusión radial impulsado por el CEPES, el cual tocaba temas ligados al desarrollo agropecuario, a la vida cotidiana de la población rural peruana, pero también impulsaba la divulgación auditiva de diversos temas coyunturales a través de la teatrailzación de escenas.  
Actualmente, el Instituto de Etnomusicología (PUCP) está realizando el trabajo de rescate documental de los archivos en casete del programa.